# HAT-P-9b
HAT-P-9b是一颗位于御夫座、距离地球约1560光年的系外行星。该行星于2008年6月26日被发现。其质量为木星的78%，半径为木星半径的1.4倍。和所有的凌星行星——除了HD 17156b——一样，该行星也属于热木星，这意味着这颗巨行星的轨道十分接近其母星，平均距离仅为790万公里，其轨道周期仅为3.92地球日。